# Al-Amirijja (Dżabal Siman)
Al-Amirijja – wieś w Syrii, w muhafazie Aleppo, w dystrykcie Dżabal Siman. W 2004 roku liczyła 1198 mieszkańców.